# Berard II Bonacolsi
Berard II Bonacolsi, fill natural de Rinald Bonacolsi, va assistir al seu pare al govern de Màntua i va poder fugir quan els Gonzaga prengueren el poder el 1328.